# غرسنية بالنسية
غرسنية بالنسية (الاسم العلمي:Garcinia balansae) هي نوع من النباتات تتبع جنس الغرسنية من فصيلة الكلوزية.